# トレバー・ブラウン (野球)
トレバー・マイケル・ブラウン（Trevor Michael Brown , 1991年11月15日 - ）は、 アメリカ合衆国・カリフォルニア州ロサンゼルス郡ニューホール出身のプロ野球選手（捕手）。右投右打。MLB・サンフランシスコ・ジャイアンツ傘下に所属。

## 経歴
2012年のMLBドラフト10巡目（全体328位）でサンフランシスコ・ジャイアンツから指名され、プロ入り。契約後、傘下のA-級セイラムカイザー・ボルケーノズでプロデビューし、33試合に出場して打率.221・12打点・1盗塁の成績を残した。
2013年はA級オーガスタ・グリーンジャケッツとA+級サンノゼ・ジャイアンツでプレーし、2球団合計で11試合に出場して打率.240・3本塁打・44打点・10盗塁の成績を残した。
2014年はA+級サンノゼとAAA級フレズノ・グリズリーズでプレーし、2球団合計で77試合に出場して打率.243・2本塁打・35打点の成績を残した。
2015年は開幕からAAA級サクラメント・リバーキャッツでプレーし、82試合に出場して打率.261・2本塁打・27打点・1盗塁の成績を残した。9月16日にメジャー初昇格を果たし、19日のアリゾナ・ダイヤモンドバックス戦でメジャーデビュー。9月22日のサンディエゴ・パドレス戦ではタイソン・ロスからメジャー初安打となる2点二塁打を放った。
2016年は開幕25人枠入りし、控え捕手としてメジャーに定着。4月8日のロサンゼルス・ドジャース戦では8回裏にクリス・ハッチャーから同点に追いつくメジャー初本塁打を放った。
2017年は、右足首の捻挫で開幕から10日間の故障者リスト入りとなり、4月18日にマイナー・オプションでAAA級サクラメント・リバーキャッツに配属された。そのままアクティブ・ロースター入りすることなくレギュラーシーズンが終了した10月2日に40人枠から外れる形でAAA級サクラメントに降格した。

## 詳細情報

### 年度別打撃成績
| 年 度    | 球 団    | 試 合 | 打 席 | 打 数 | 得 点 | 安 打 | 二 塁 打 | 三 塁 打 | 本 塁 打 | 塁 打 | 打 点 | 盗 塁 | 盗 塁 死 | 犠 打 | 犠 飛 | 四 球 | 敬 遠 | 死 球 | 三 振 | 併 殺 打 | 打 率 | 出 塁 率 | 長 打 率 | O P S |
| -------- | -------- | ----- | ----- | ----- | ----- | ----- | -------- | -------- | -------- | ----- | ----- | ----- | -------- | ----- | ----- | ----- | ----- | ----- | ----- | -------- | ----- | -------- | -------- | ----- |
| 2015     | SF       | 13    | 43    | 39    | 1     | 9     | 3        | 0        | 0        | 12    | 5     | 1     | 1        | 0     | 1     | 3     | 0     | 0     | 8     | 0        | .231  | .279     | .308     | .587  |
| 2016     | SF       | 75    | 184   | 173   | 17    | 41    | 7        | 0        | 5        | 63    | 19    | 0     | 1        | 0     | 0     | 10    | 0     | 1     | 39    | 2        | .237  | .283     | .364     | .647  |
| MLB：2年 | MLB：2年 | 88    | 227   | 212   | 18    | 50    | 10       | 0        | 5        | 75    | 24    | 1     | 2        | 0     | 1     | 13    | 0     | 1     | 47    | 2        | .236  | .282     | .354     | .636  |

- 2018年度シーズン終了時

### 年度別守備成績
| 年 度 | 球 団 | 捕手（C） | 捕手（C） | 捕手（C） | 捕手（C） | 捕手（C） | 捕手（C） | 捕手（C） | 捕手（C） | 捕手（C） | 捕手（C） | 三塁（3B） | 三塁（3B） | 三塁（3B） | 三塁（3B） | 三塁（3B） | 三塁（3B） |
| 年 度 | 球 団 | 試 合     | 刺 殺     | 補 殺     | 失 策     | 併 殺     | 守 備 率  | 捕 逸     | 許 盗 塁  | 盗 塁 刺  | 阻 止 率  | 試 合      | 刺 殺      | 補 殺      | 失 策      | 併 殺      | 守 備 率   |
| ----- | ----- | --------- | --------- | --------- | --------- | --------- | --------- | --------- | --------- | --------- | --------- | ---------- | ---------- | ---------- | ---------- | ---------- | ---------- |
| 2015  | SF    | 13        | 77        | 7         | 1         | 0         | .988      | 0         | 7         | 2         | .222      | -          | -          | -          | -          | -          | -          |
| 2016  | SF    | 60        | 316       | 26        | 2         | 0         | .994      | 4         | 24        | 7         | .226      | 1          | 0          | 0          | 0          | 0          | .---       |
| 通算  | 通算  | 73        | 393       | 33        | 3         | 0         | .993      | 4         | 31        | 9         | .225      | 1          | 0          | 0          | 0          | 0          | .---       |

- 2018年度シーズン終了時

### 背番号
- 56 (2015年)
- 14 (2016年 - 2017年)